# Bolmsöleden
Bolmsöleden är en vägfärjeled som går mellan byn Sunnaryd i Jönköpings län och Bolmsö kyrkby på ön Bolmsö i Kronobergs län. Den trafikeras av den lindragna färjan M/S Bolmia. Leden, som är 1000 meter lång och har en överfartstid på 10 minuter, är avgiftsfri.

## Bolmsöleden
Bolmsöleden ligger nära Ljungby och Gislaved som är kommunhuvudorter. Sunnaryd, varifrån färjan går, ligger i Gislaveds kommun och Bolmsö ligger i Ljungby kommun. 

## Historia
Överfarten Bolmsöleden har räknats som vägskyldighet sedan 1872. Flera fartyg har använts i trafiken och efter det att fartyget 1927 slet sig i en storm och sjönk byggdes Bolmsöledens första motordrivna färja. Denna ersattes i sin tur 1950 av en större färja och 1969 kom nybyggda Bolmia till leden.